# 冯铁
冯铁（1962年10月—），男，四川成都人，中华人民共和国外交官，曾任中华人民共和国驻丹麦王国特命全权大使。

## 生平
1986年，进入中华人民共和国外交部工作，先后在驻叙利亚大使馆、外交部香港澳门事务办公室、驻英国大使馆和外交部香港澳门台湾事务司任职。2000年，挂职甘肃省武威市市委常委、副书记。2001年，任驻澳大利亚大使馆参赞。2006年，任外交部香港澳门台湾事务司参赞。2008年，任外交部办公厅副主任。2012年，任外交部驻澳门特别行政区特派员公署副特派员。2014年，任外交部香港澳门台湾事务司司长。2019年5月，出任中华人民共和国驻丹麦大使。2023年11月，自驻丹麦大使离任。

## 家庭
已婚，有一子。